# Disa welwitschii
Disa welwitschii är en orkidéart som beskrevs av Heinrich Gustav Reichenbach. Disa welwitschii ingår i släktet Disa och familjen orkidéer.

## Underarter
Arten delas in i följande underarter:
- D. w. occultans
- D. w. welwitschii